# Levinsenia duodecimbranchiata
Levinsenia duodecimbranchiata is een borstelworm uit de familie Paraonidae. Het lichaam van de worm bestaat uit een kop, een cilindrisch, gesegmenteerd lichaam en een staartstukje. De kop bestaat uit een prostomium (gedeelte voor de mondopening) en een peristomium (gedeelte rond de mond) en draagt gepaarde aanhangsels (palpen, antennen en cirri).
Levinsenia duodecimbranchiata werd in 1995 voor het eerst wetenschappelijk beschreven door Cantone.